# Collezione anatomica Paolo Gorini
La collezione anatomica "Paolo Gorini" raccoglie 166 preparazioni anatomiche prodotte dallo scienziato Paolo Gorini, noto preparatore di cadaveri, tra il 1842 e il 1881, donate dagli eredi all'Ospedale Maggiore di Lodi. L'attuale allestimento espositivo fu curato dall'illustre anatomopatologo Antonio Allegri e inaugurato dal senatore Giovanni Spadolini nel dicembre del 1981.

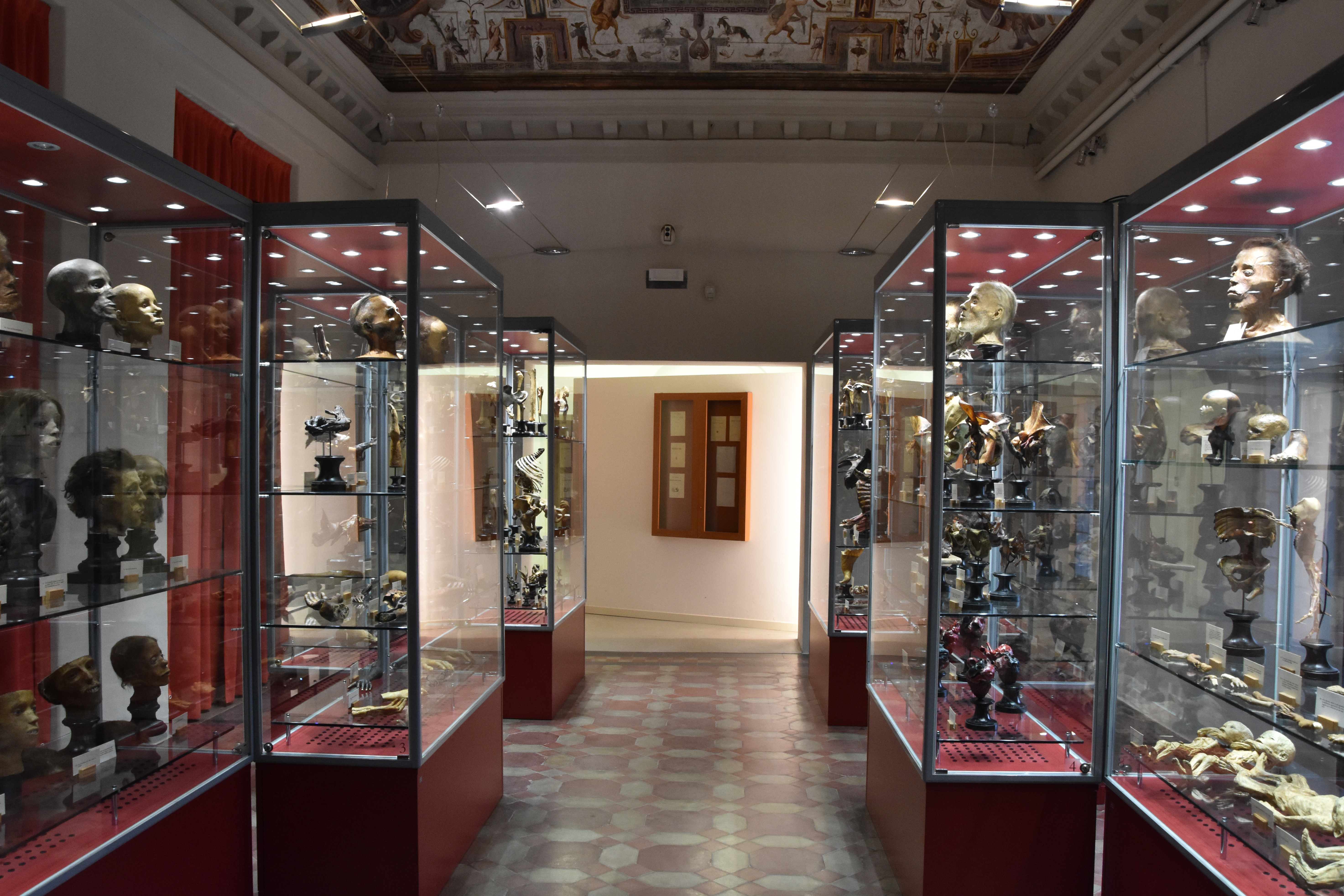
La sala del museo

L'esposizione si trova all'interno dell'Ospedale Vecchio, oggi sede dell'ASL della Provincia di Lodi, nell'antica sala capitolare dei frati che una volta gestivano l'ospedale. Questa sala, i cui soffitti furono riccamente affrescati nel 1593 da Giulio Cesare Ferrari, si affaccia sul quattrocentesco Chiostro della Farmacia.
Tra i reperti ci sono numerose conseguenze di patologie diffuse nel XIX secolo, ma oggi debellate o meno dannose, come il morbo di Pott o la sifilide.

## Storia

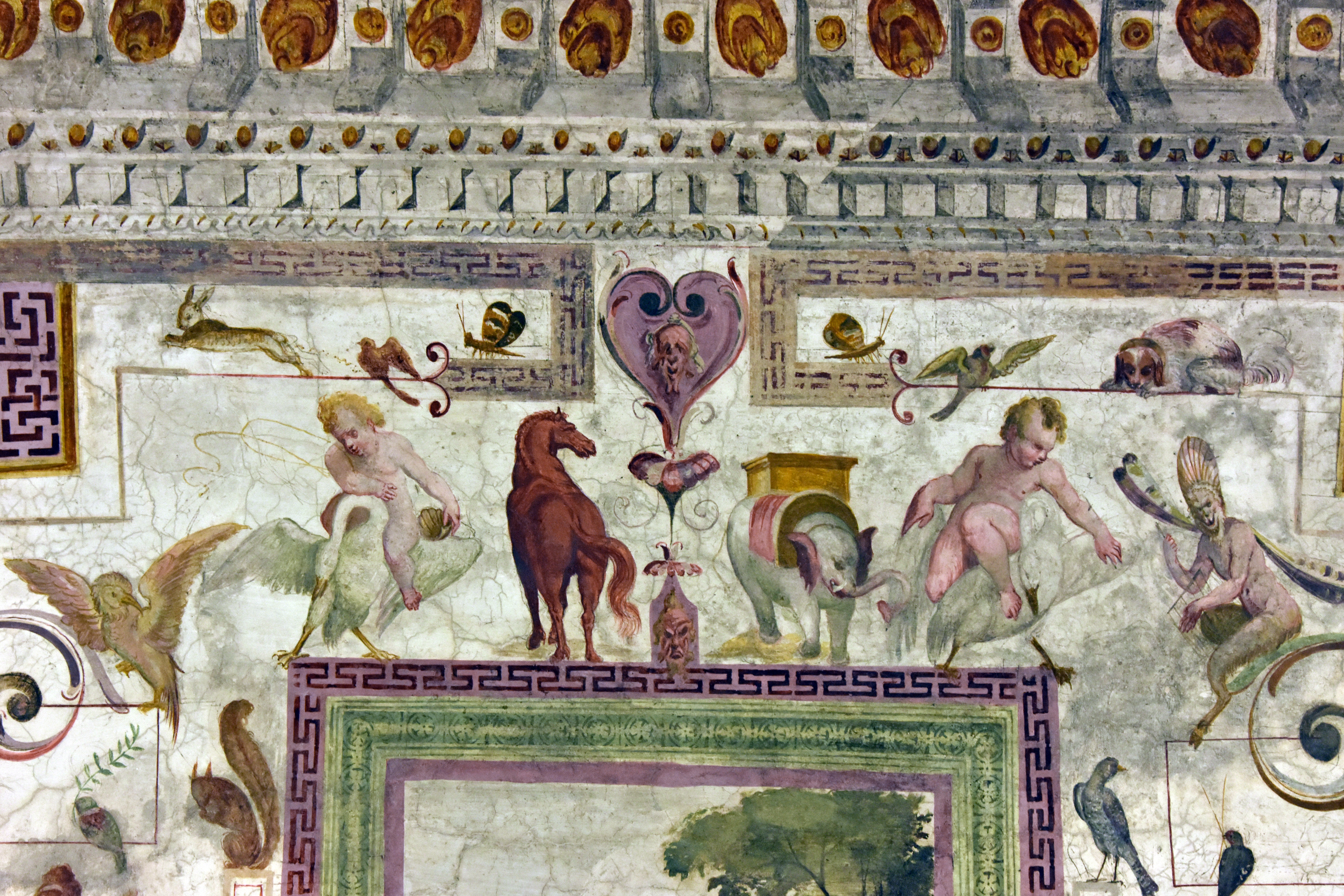
Particolare degli affreschi a grottesca del soffitto

Alla morte dello scienziato nel 1881 iniziarono le procedure per l'acquisizione da parte dello Stato dell'intera eredità scientifica. Una pesante nota firmata da Jacob Moleschott bloccò il procedimento in Senato. I materiali rimasero quindi agli eredi che li regalarono all'Ospedale di Lodi. Per decine di anni i preparati rimasero abbandonati nelle cantine, finché, cent'anni dopo la morte di Gorini, Allegri non li restaurò allestendo la mostra.

## Preparati a secco e pietrificazioni

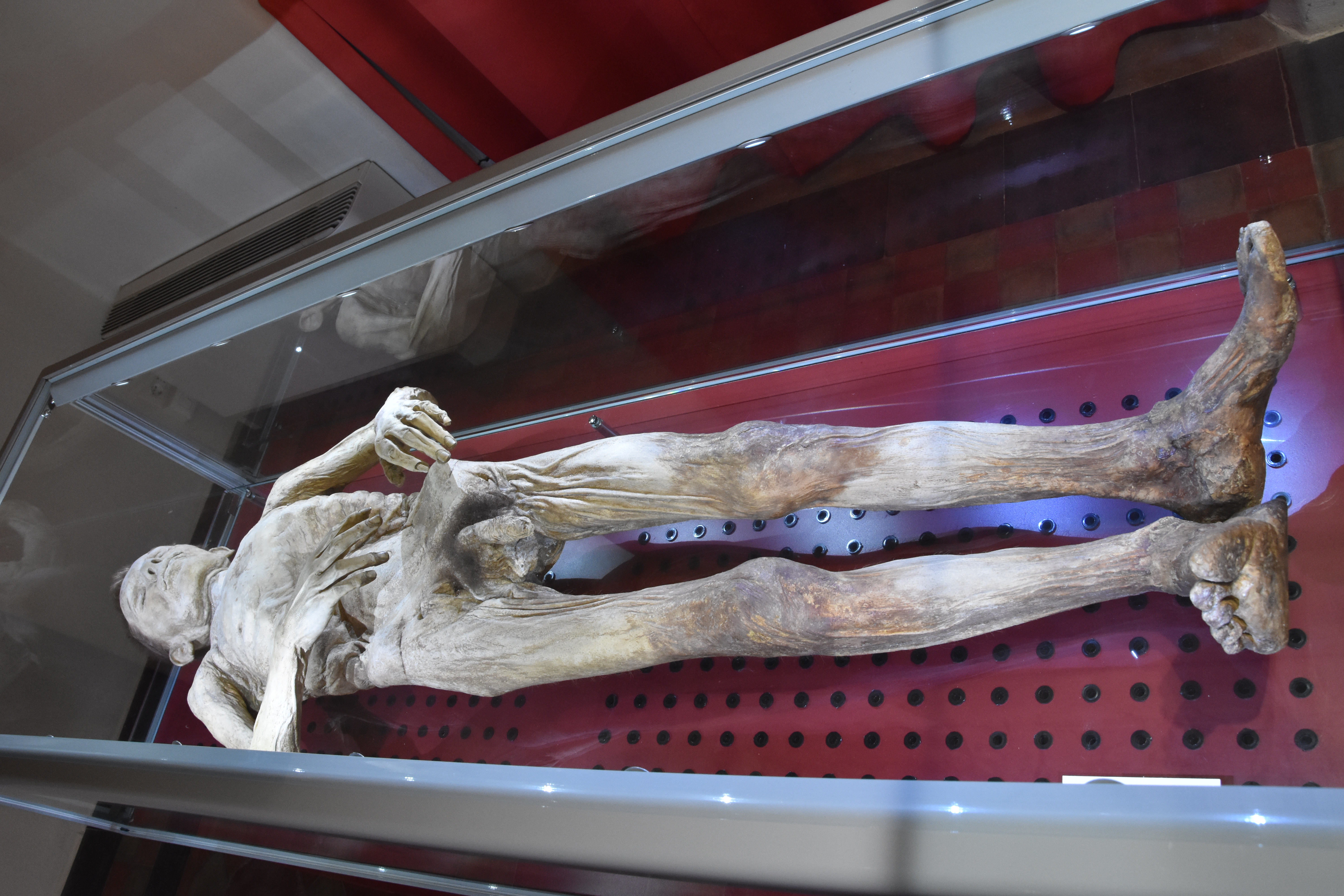
Salma di Pasquale Barbieri

Fin dal 1842 Paolo Gorini sperimentò una soluzione in grado di "mineralizzare" le sostanze organiche, ovvero di riprodurre artificialmente un processo simile a quello che permette la formazione dei fossili. I reperti si possono dividere in due grandi categorie: 
- I preparati a secco, ovvero senza l'immersione in spirito, sono dei reperti depellati, volti ad indicare un particolare (patologico o meno), con chiaro intento didattico;
- Le pietrificazioni  invece non indicano particolari invisibili e interni, ma rappresentano in tutto e per tutto le fattezze del defunto addirittura nel colore dei capelli e dei peli perfettamente conservati.

La tecnica di conservazione si basa sulla sostituzione di liquidi biologici (sangue, urina, bile, umor vitreo) con elementi chimici conservanti. Nel 2005, Alberto Carli ha trovato e pubblicato alcune delle formule "segrete" di Paolo Gorini, svelando così, almeno in parte, il mistero dei suoi preparati. La formula a base di bicloruro di mercurio e muriato di calce era tossica, ma estremamente efficace. Gorini procedeva per iniezione, iniziando dalla vena e dall'arteria femorale del cadavere esangue. Il procedimento, illustrato molto dettagliatamente nei documenti scoperti e conservati presso l'Archivio Storico di Lodi, era particolarmente lungo, complesso e costoso.
Oltre ai preparati anatomici, sono esposti numerosi esempi di polidattilie, ernie, cifo-scoliosi e tumori. Vi sono anche due mummie con una serie di lastre radiografiche eseguite sulle salme per illustrare la presenza dei visceri ed indicare le vie di iniezione dei liquidi mummificanti. Una di queste è la salma di Pasquale Barbieri, un giovane lodigiano morto nel 1843, che fu la prima preparazione a corpo intero di Gorini.

## La cremazione
Negli ultimi anni, Gorini stesso si accorse che il suo metodo sarebbe stato destinato ad avere poche applicazioni. Fu così che all'inizio degli anni settanta, per combattere l'orrore della decomposizione che tanto lo ossessionava, iniziò ad interessarsi di cremazione. A questo proposito il museo espone due riproduzioni dei progetti del "crematojo lodigiano", il primo forno crematoio costruito nel cimitero di Riolo, firmati dall'architetto Guidini.

## Il significato
Lo scopo del museo è quello di far conoscere al pubblico i preparati anatomici che Paolo Gorini aveva creato, non solo per sfuggire alla decomposizione, ma soprattutto per fornire agli studiosi dei corpi adatti alle esercitazioni anatomiche (la preparazione era l'unica pratica possibile in un'epoca in cui mancavano le celle frigorifere) anche in vista della nascente cultura tanatologica del XIX secolo.
Il lavoro di Gorini quindi rispondeva a precisi bisogni didattici e pratici, con un'impronta di chiaro ermetismo. Bisogna comunque ricordarsi il periodo in cui egli visse: erano gli anni del successo del positivismo, del Verismo e della crescente scolarizzazione statale post unitaria; lo stesso Gorini fu insegnante scolastico presso il Liceo Comunale di Lodi.

### Testi di approfondimento
- Antonio Allegri, Il museo Paolo Gorini, 2ª ed., Lodi, 1990, ISBN non esistente, SBN UBO1644903.
- Alberto Carli (a cura di), Guida storica alla Collezione Anatomica Paolo Gorini, edito dal Comune di Lodi, 2008, ISBN non esistente, SBN LO11261116.